# 캐런 린 고니

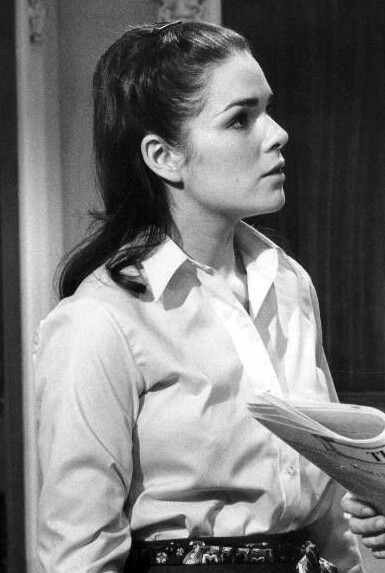

캐런 린 고니(영어: Karen Lynn Gorney, 1945년 1월 28일 ~ )는 미국의 배우, 가수, 성우, 무용가이다.
베벌리힐스에서 태어났다.

## 출연 작품
- H.O.M.E. (2016년)
- 레이트 페이시스 : 늑대의 저주 (2014년)
- 제정주의자는 아직 살아있다! (2010년)
- 디어 제이 (2008년)
- 크라임 (2006, Un crime)
- 코 끝에 걸린 사나이 (1991년)
- 토요일 밤의 열기 (1977년) - 스테파니 역

### 텔레비전
- 올 마이 칠드런 (1970-76)
- 로앤오더 (1992, 1998)
- 새터데이 나이트 라이브 (2000)
- 소프라노스 (2006)